# Marzog
Marzog (1973 på Liselund Gods på Møn-1991) var en dressurhest som Anne Grethe Törnblad  vandt sølvmedalje på ved de olympiske lege i 1984 i Los Angeles. I januar 1999 blev kåret til Århundredets bedste dressurhest af verdensforbundet F.E.I. .
Marzog vandt bl.a. Europamesterskabet, verdensmesterskabet, World Cup og en olympisk sølvmedalje i årene 1983-1986
Marzog var efter den svenske hingst Herzog og den tyske hoppe Cheeky Girl.
I 1988 lod Anne Grethe Törnblad sin hest pensionere i hjemlige omgivelser, hvor den døde af et hjertestop i 1991.
| Dyr | Spire Denne artikel om dyr er en spire som bør udbygges. Du er velkommen til at hjælpe Wikipedia ved at udvide den. |

| Sport | Spire Denne artikel om sport er en spire som bør udbygges. Du er velkommen til at hjælpe Wikipedia ved at udvide den. |